# Теологическая семинария (Новосаратовка)

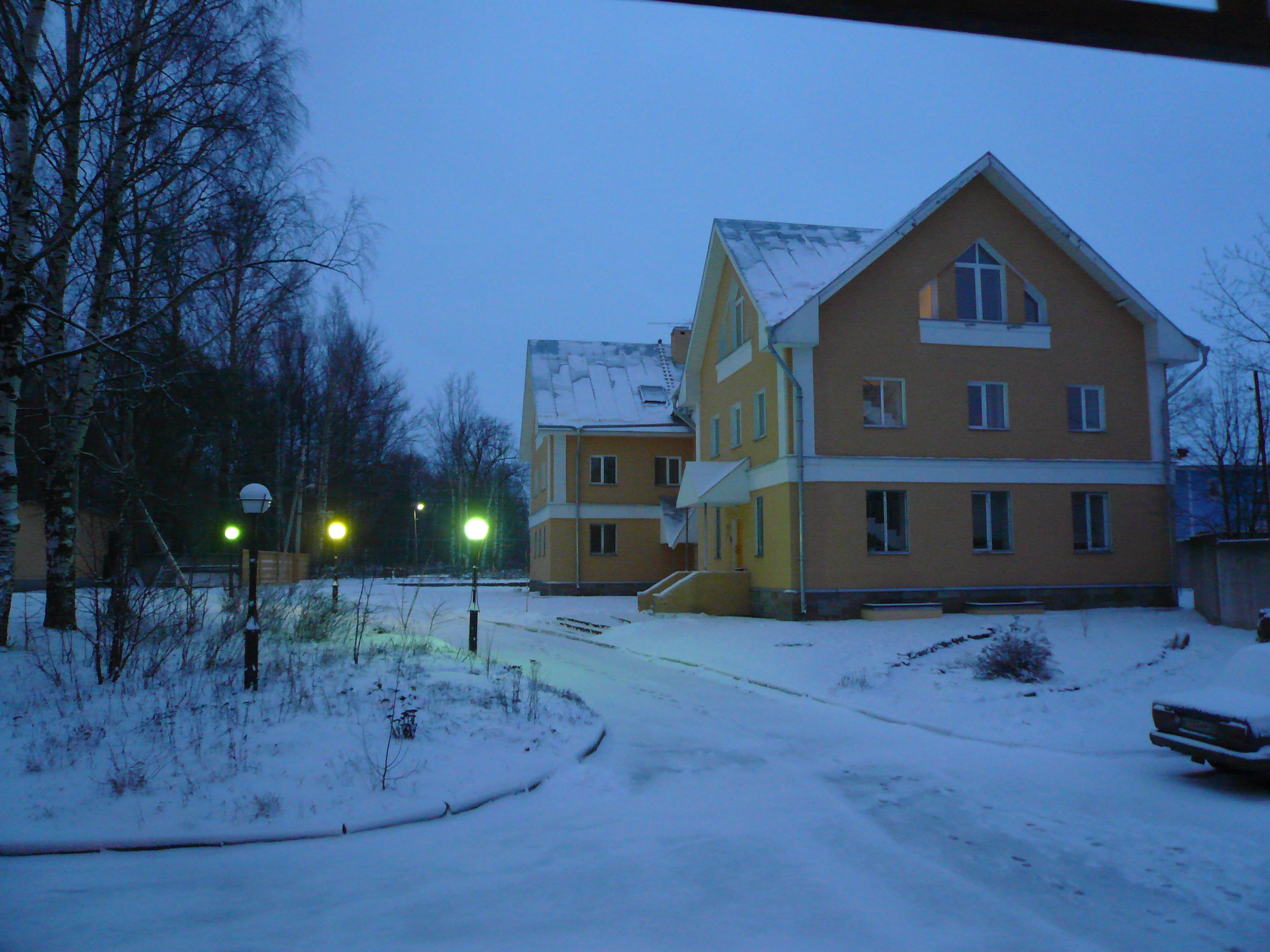
Здание Теологической семинарии

Теологическая семинария Евангелическо-лютеранской церкви (ТС ЕЛЦ) в деревне Новосаратовке Всеволожского района Ленинградской области — главное учебное заведение для подготовки пасторов, проповедников и церковных сотрудников Союза Евангелическо-лютеранских церквей.

## История

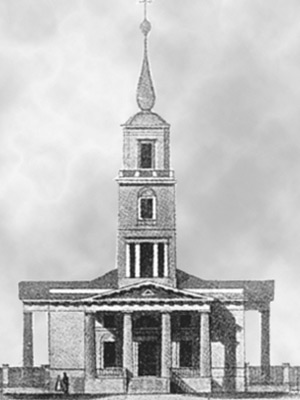
Проект здания церкви

Главное здание семинарии (аудитории, капелла, столовая, библиотека с читальным залом, общежитие) находится в старой лютеранской церкви деревни Новосаратовки, построенной в 1833 году. В советское время, ещё до Второй мировой войны, это здание было превращено в школу. Башня была снесена, здание разбито на два этажа и расширено в размерах. В позднесоветское и перестроечное время оно пришло в негодность.
В 1994 году церковь выкупила здание с целью использования для теологической семинарии, но первый набор студентов-очников смогла набрать лишь в 1997 году.
В 2004 году было освящено второе, новое здание, в котором находятся административные помещения и квартиры для преподавателей.

## Обучение
Теологическая семинария предлагает очное и заочное обучение.
На очном отделении студенты учатся четыре года: три года они занимаются в основном теорией, живя на кампусе семинарии, сдают теоретические экзамены и защищают дипломную работу, а потом проходят годовую практику в общинах ЕЛЦ под руководством опытных пасторов, после чего проходят собеседование (коллоквиум) и получают диплом.
Заочное обучение состоит из восьми сессий. Сессии проходят дважды в год. Аттестат об окончании заочного обучения не равносилен диплому. Однако если выпускник заочного отделения может самостоятельно доучить нужные предметы, ему разрешается написать дипломную работу и участвовать в экзаменах вместе с очниками, чтобы получить диплом.
На очное обучение принимаются молодые люди из общин, в которых пробсты или епископы видят потенциал будущих пасторов.
На заочном отделении обучаются люди, уже работающие проповедниками или церковными сотрудниками, которые не могут уехать на учебу на три года, оставив свои общины, но нуждаются в теоретической основе.

## Ректоры
- 1997—2003: Штефан Редер
- 2004—2005: Рудольф Блюмке
- 2005—2007: Годеке фон Бремен
- с 2007: Антон Тихомиров